# مجهر القوة الذرية

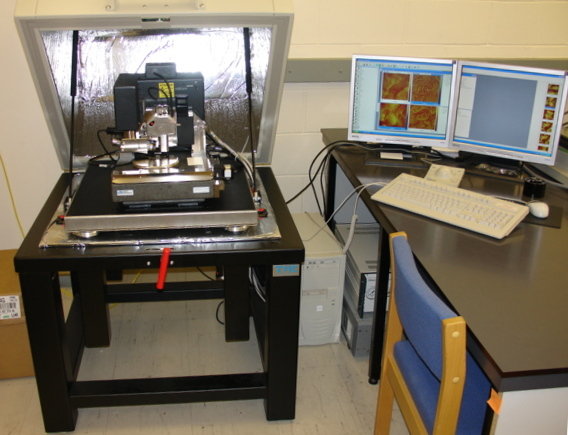
مجهر الطاقة الذرية

مِجْهَر القُوة الذَرية (بالإنجليزية: Atomic force microscope؛ اختصارا: AFM) هو جهاز يستخدم في مجال تقنية النانو لمعرفة ورسم تضاريس السطوح ذات الأبعاد النانوية والميكرونية. يُسمى كذلك مجهر القوة الماسحة (بالإنجليزية: Scanning force microscope؛ اختصارا: SFM).
ميكروسكوب القوة الذرية أو ميكروسكوب القوة الماسحة Scanning Force Microscopy (SFM) هو ميكروسكوب ذو قدرة تحليلية عالية وهو أحد أنواع ميكروسكوبات المجسات الماسحة والذي تحدثنا عن واحد منها وهو الميكروسكوب النفقي الماسح STM في مقال سابق. ولكن هذا الميكروسكوب له قدرة تحليل تصل إلى أجزاء من النانومتر حيث أنه يفوق حد تكبير الميكروسكوبات الضوئية بأكثر من 1000 مرة. ويعتبر هذا الميكروسكوب متطورا عن الميكروسكوب النفقي الماسح STM. اخترع ميكروسكوب القوة الذرية AFM العالمين Quate و Gerber في العام 1986. وتوفر أول جهاز للاستخدام في المختبرات العلمية في العام 1986. ويعتبر هذا الميكروسكوب الأكثر شهرة كأداة تكبير وقياس وتحريك على المستوى النانوي.
وحديثاً تمكن علماء فيزيائيون في جامعة أوساكا في اليابان من استخدام ميكروسكوب القوة الذرية AFM في التعرف على هوية التركيب الكيميائي وتحديد نوع كل ذرة ومكان تواجدها على المخطط ثلاثي الأبعاد لتضاريس سطح المادة على المستوى الذري. وقد اكتشف هؤلاء العلماء ان التفاعلات تشكل بصمة ذرية لتمييز الذرات باستخدام ميكروسكوب AFM.

## مبدأ عمل الجهاز
يتألف الجهاز من ابرة ذات ابعاد ميكرونية تقوم بالمرور على السطح المراد مسحه، تكون هذه الإبرة مثبتة إلى حامل افقي بينما تكون هي نفسها عمودية على هذا الحامل وعلى السطح المراد مسحه، يتم إسقاط شعاع ليزري على الحامل والذي يرتفع وينخفض مع ارتفاع وانخفاض الإبرة وبالتالي مع تنوع تضاريس السطح من ارتفاع وانخفاض، ويتم التقاط منعكس الشعاع الليزري على الحامل على مستقبل وبالتالي يتم تحديد ورسم تضاريس السطح الممسوح تبعا لحركة منعكس الشعاع الليزري.
يستطيع مجهر القوة الذرية رؤية أحجام بين 20 - 300 نانومتر، وهي أحجام الفيروسات. أما أحجام البروتينات فهي ما بين 1 - 30 نانومتر. وبالمقارنة بأحجام كرات الدم الحمراء فهي تصل إلى نحو 7000 نانومتر (أي 7 ميكرومتر).

## استخدام الجهاز
يستخدم مجهر الطاقة الذرية في معرفة تضاريس السطوح ذات الابعاد النانوية وحتى الميكرونية، في السنوات الأخيرة تنوع استخدام هذا الجهاز حيث أصبح يستخدم في قياسات أخرى مثل قياس مرونة الجزيئات النانوية والميكرونية والخلايا كما أصبح يستخدم في قياس طاقة الالتصاق بين الجزيئات الكيميائية
والجزيئات النانوية والميكرونية والخلايا أيضا.

## المبدأ الأساسي

مخطط توضيحي لفكرة عمل ميكروسكوب القوة الذرية

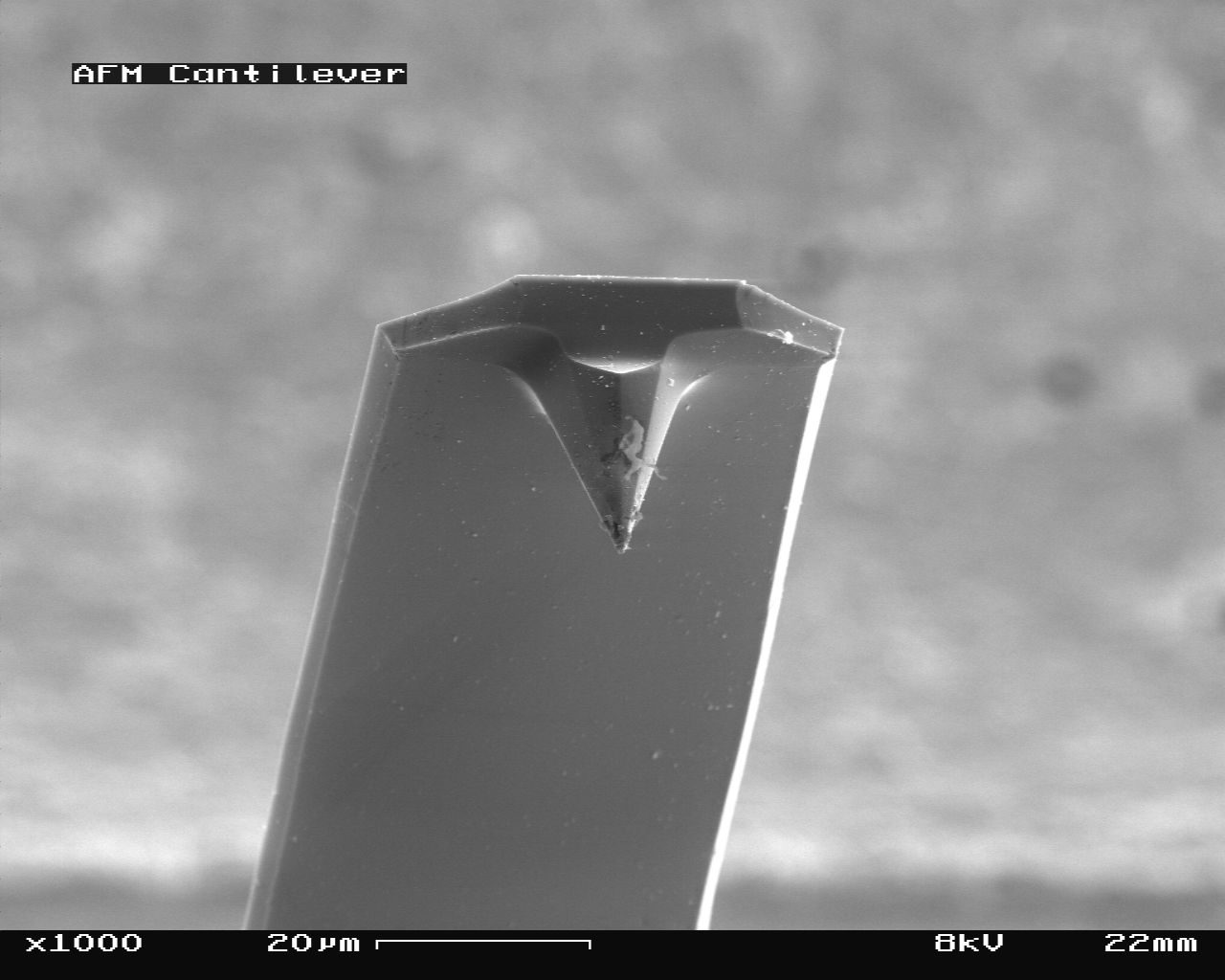
صورة توضح ذراع AFM ويبلغ عرضه 100 ميكروميتر ويمكن ان يصل إلى 20 ميكروميتر او اقل.

يتكون ميكروسكوب القوة الذرية AFM من ذراع cantilever في نهايته مجس probe مكون من رأس حاد يعرف بالـ tip يستخدم لمسح سطح العينة. تكون الذراع مصنوعة من مادة السليكون أو نيتريد السيليكون بنصف قطر في حدود بضع نانومترات. عندما يقترب رأس المجس من سطح العينة تتولد قوة بين رأس المجس وسطح العينة تؤدي هذه القوة إلى انحراف في الذراع بناء على قوة هوك. وقد تكون القوة المتبادلة قوة ميكانيكية أو قوة فاندرفال أو أو قوة شعرية قوة كهروستاتيكية أو قوة مغناطيسية أو قوة رابطة كيميائية أو قوة كزيمار أو غيرها من أنواع القوة وهذا حسب نوع السطح الذي يتم دراسته. كما يمكن دراسة العديد من أنواع هذه القوة باستخدام مجسات خاصة وعندها يسمى الميكروسكوب باسمها مثل ميكروسكوب القوة المغناطيسية magnetic force Microscope (MFM) أو ميكروسكوب المسح الحراري scanning thermal microscopy أو غيره. وفي كل هذه الميكروسكوبات تحدث القوة المتبادلة باختلاف أنواعها انحراف في ذراع ميكروسكوب القوة الذرية يقاس هذا الانحراف بواسطة انحراف شعاع ليزر عن مرأة مثبتة على ذراع الميكروسكوب. وشعاع الليزر المنعكس يرصد على مصفوفة خطية من الفوتودايود. Photodiodes. وهناك طرق أخرى لقياس الانحراف مثل مقياس التداخل الضوئي optical interfermetry، أو باستخدام بيزوالكترك أو مجس سعة كهربية. وحسب طريقة قياس الانحراف يتم تصميم ذراع الميكروسكوب فمثلا لو كانت طريقة القياس تعتمد على الكهرباء الانضغاطية (بيزوالكتروك) فان الذراع تصنع من مواد بيزوالكتروك. ولكن تعتبر طريقة قياس الانحراف بشعاع الليزر الطريقة الادق والأكثر استخداما.
إذا تم مسح المجس عند ارتفاع معين من سطح العينة فقد يكون هناك خطورة على المجس بان يصطدم بالسطح، ولتجنب حدوث هذا يتم استخدام تغذية عكسية للتحكم في المسافة بين المجس وسطح العينة لتحافظ على القة المبتادلة بينهما ثابتة. ويتم تثبيت العينة على قاعدة من مادة بيزوالكترك تحرك العينة في الاتجاه z للحفاظ على قيمة ثابتة للقوة المتبادلة بين المجس وسطح العينة وكذلك تحريك العينة في البعدين x و y. وهناك أنواع أخرى من ميكروسكوبات القوة الذرية تستخدم 3 بلورات بيزوالكتريك كل بلورة مسئولة عن اتجاه من اتجاهات الحركة الثلاثة. وفي التصاميم الحديثة يتم تثبيت الذراع على ماسح بيزوالكتريك افقي في حين يتم تحريك العينة فقط في الاتجاهين x و y. وفي النهاية نحصل على خريطة لمساحة تمثل طبوغرافيا سطح العينة.
يمكن تشغيل ميكروسكوب القوة الذرية AFM بعدة انماط تشغيل وهذا حسب الاستخدام المطلوب ونوع الفحص المراد. وبصفة عامة يمكن تقسيم انماط التشغيل بنوعين هما نمط التشغيل الاستاتيكي أو نمط الاتصال والنوع الثاني هو نمط التشغيل الديناميكي أو نمط عدم الاتصال.

## انماط التشغيل واخذ الصور
ذكرنا ان هناك نمطين أساسيين من انماط تشغيل جهاز AFM وهما النمط الاستاتيكي والذي يتم فيه سحب الذراع عبر سطح العينة ويتم مباشرة قياس تضاريس السطح من خلال الانحرافات في الذراع. والنمط الديناميكي يكون الذراع يتذبذب بالقرب من السطح عند تردد رنيني resonance frequency. ويتم قياس التردد والسعة والطور وتردد الرنيني من خلال القوة المتبادلة بين المجس وسطح العينة. هذه التغيرات في التردد بالنسبة لتردد المرجعي يعطي معلومات عن خصائص العينة.

### النمط الاستاتيكي أو نمط الاتصال
هذا النمط يستخدم الانحراف في رأس المجس كإشارة للتغذية العكسية ولان قياس الإشارة في هذا النمط يتعرض للضجيج يتم استخدام ذراع اقل صلابة لتكبير مقدار إشارة الانحراف. ويقرب المجس من سطح العينة بحيث يحدث قوة تنافر تنتج عن الالكترونات على سطح العينة والكترونات المجس. ويتم الحفاظ على ثبات مقدار القوة التنارية هذه أثناء المسح من خلال المحافظة بقاء الانحراف ثابتاً.

### النمط الديناميكي أو نمط عدم الاتصال
في هذا النمط لا يكون المجس متصلا مع سطح العينة. بل يكون الذراع متذبذب عند تردد أكبر بقليل من تردد الرنين حيث تكون سعة الذبذبة في حدود بضع نانومتر (اقل من 10 نانومتر). وتكون القوة المتبادلة بين المجس وسطح العينة هي قوة فاندرفال van der Waals وهي تكون مسيطرة عند تلك المسافة أي في حدود 1 إلى 10 نانومتر فوق سطح العينة، وهذه القوة تعمل على تقليل تردد الرنين للذراع. هذا الانخفاض في تردد الرنين يستخدم في نظام التغذية العكسية الذي يقوم بالحفاظ على جعل سعة الاهتزازة ثابتا من خلال إعادة ضبط المسافة بين المجس والسطح. وبقياس المسافة بين المجس والسطح أثناء المسح في الاتجاهين x,y يتم رسم الصورة لطبغرافية سطح العينة باستخدام برامج معدة لذلك.
هذا النمط لا يتعرض رأس المجس لأي ضرر لا نه لا يحتك مع سطح العينة مثلما يحدث مع النمط السابق. وهذا يجعل من نمط التشغيل الديناميكي مفضل أكثر وخصوصا في حالة التعامل مع العينات اللينة. ولكن في حالة العينات الصلبة فان الصور التي تؤخذ بكلا النمطين تكونا متماثلتين. ولكن إذا وجدت طبقة نانوية من مادة سائلة على سطح العينة فان النمطين سوف يعطيا صورا مختلفة بعض الشيء. لان المجس في النمط المتصل يخترق طبقة السائل ليعطي صورة للسطح الأسفل منها، في حين ان النمط غير المتصل سوف يتذبذب فوق السطح ويعطي صورة لكلا من السائل والسطح معا.

### نمط النقر

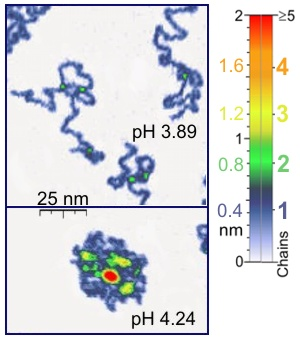
سلسلة بوليمر مفرد, (بسمك 0.4nm)، سجلت بنمط النقر Tapping mode في وسط مائي عند قيم pH مختلفة

في أغلب الأحيان تتكون طبقة مائية فوق سطح العينة. ولأننا نجعل رأس المجس قريب جدا من العينة للحصول على إشارة لمقياس القوة المتبادلة فانه من المحتمل ان يلتصق رأس المجس في العينة ولمنع هذا من الحدوث تم تطوير النمط الغير متصل بنمط النقر tapping mode وذلك للتغلب على هذه المشكلة.
في نمط النقر تتذبذب الذراع للأعلى والأسفل بالقرب من تردد الرنين وتكون سعة الذبذبة أكبر من 10 نانو متر حيث تتراوح بين 100 و200 نانومتر. ونظرا للقوة المتبادلة التي تؤثر على الذراع عند اقترابها من سطح العينة فان قوة فاندرفال أو قوة ثنائيات القطب المتفاعلة أو القوى الكهروستاتيكية تتسبب في تغير في سعة الذبذبة وتقل كلما اقترب رأس المجس من سطح العينة. يتم التحكم بارتفاع الذراع بواسطة بيزوالكترك تعمل على ضبط ارتفاع الذراع أثناء مسح العينة. ويعتبر نمط التشغيل هذا نمط متطور عن نمط عدم الاتصال.

## قياس انحراف ذراع ميكروسكوب القوة الذرية

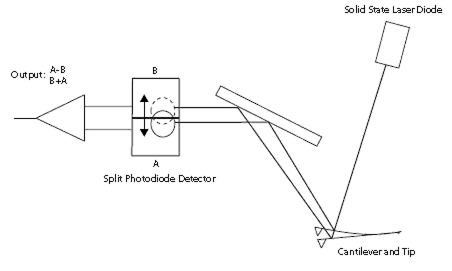
قياس انحراف الشعاع في جهاز AFM

ينعكس شعاع ليزر دايود على الجانب الخلفي للزراع ويتم التحكم فيه من خلال كاشف حساس للموضع position sensitive detector (PSD) يتكون من فوتوديودين موضوعين بالقرب من بعضهما البعض والمخرج من كل فوتودايود موصل في مكبر differential amplifier. الإزاحة الزاوية للذراع تجعل أحد الديودين يلتقط إشارة أكبر من الديود الآخر. وهذا يعطي إشارة تتناسب مع انحراف الذراع. وتصل حساسية الجهاز إلى كشف انحراف اقل من 10 نانومتر. ويمكن تكبير التغير في زاوية الشعاع بزيادة طول مسار شعاع الليزر بضع سنتيمترات.

## مطياف القوة
بالإضافة إلى استخدام ميكروسكوب القوة الذرية في الحصول على صور على المستوى الذري يستخدم الميكروسكوب في تحليل القوة، فعلاقة قياسات القوة بين رأس المجس وسطح العينة كدالة في المسافة بينهم نحصل على نتائج تعرف باسم منحنى القوة والمسافة force-distance curve. في هذه الطريقة يتم مد رأس المجس وسحبه عن سطح العينة أثناء مراقبة انحراف الذراع كدالة في ازاحة البيزوالكتريك. هذه الوظيفة استخدمت في قياسات على المستوى النانوي مثل الروابط الذري وقوى فانردفال وقوى كايسمر وقوى التحلل في السوائل والجزيئات المفردة وقوى التمدد والتمزق. وهذه القوة صغيرة جدا في حدود البيكونيوتن piconewton ولا يمكن قياسها باي جهاز اخر والان أصبح قياسها بجهاز AFM وعلى وبدقة تحليلية تصل إلى 0.1 نانومتر. يمكن الحصول على قياسات مطياف القوة في كلا نمطي التشغيل الاستاتيكي والديناميكي.

## التعرف على الذرات وتميزها
يستخدم مقياس القوة الذرية AFM للحصول على صور للذرات ولتحريكها أيضا على اسطح المواد. فالذرة على رأس المجس تتحسس الذرات ذرة ذرة على سطح العينة وتشكل قوة كيميائية مع كل ذرة. ولان هذه التفاعلات تغير بشكل دقيق تردد اهتزاز رأس المجس، فإنها يمكن ان تقاس وترسم. وعلى هذا الأساس تم التميز بين ذرات السليكون والتن والرصاص على سطح سبيكة، من خلال مقارنة البصمات الذرية وتكبيرها. حيث تم ملاحظة ان رأس المجس يتفاعل مع ذرات السليكون بقوة في حين يتفاعل مع ذرات التن والرصاص بقوة اقل. ولهذا فان الذرات المختلفة يمكن ان تتميز في صورة مصفوفة أثناء مرور رأس المجس على سطح العينة.

## المزايا والعيوب

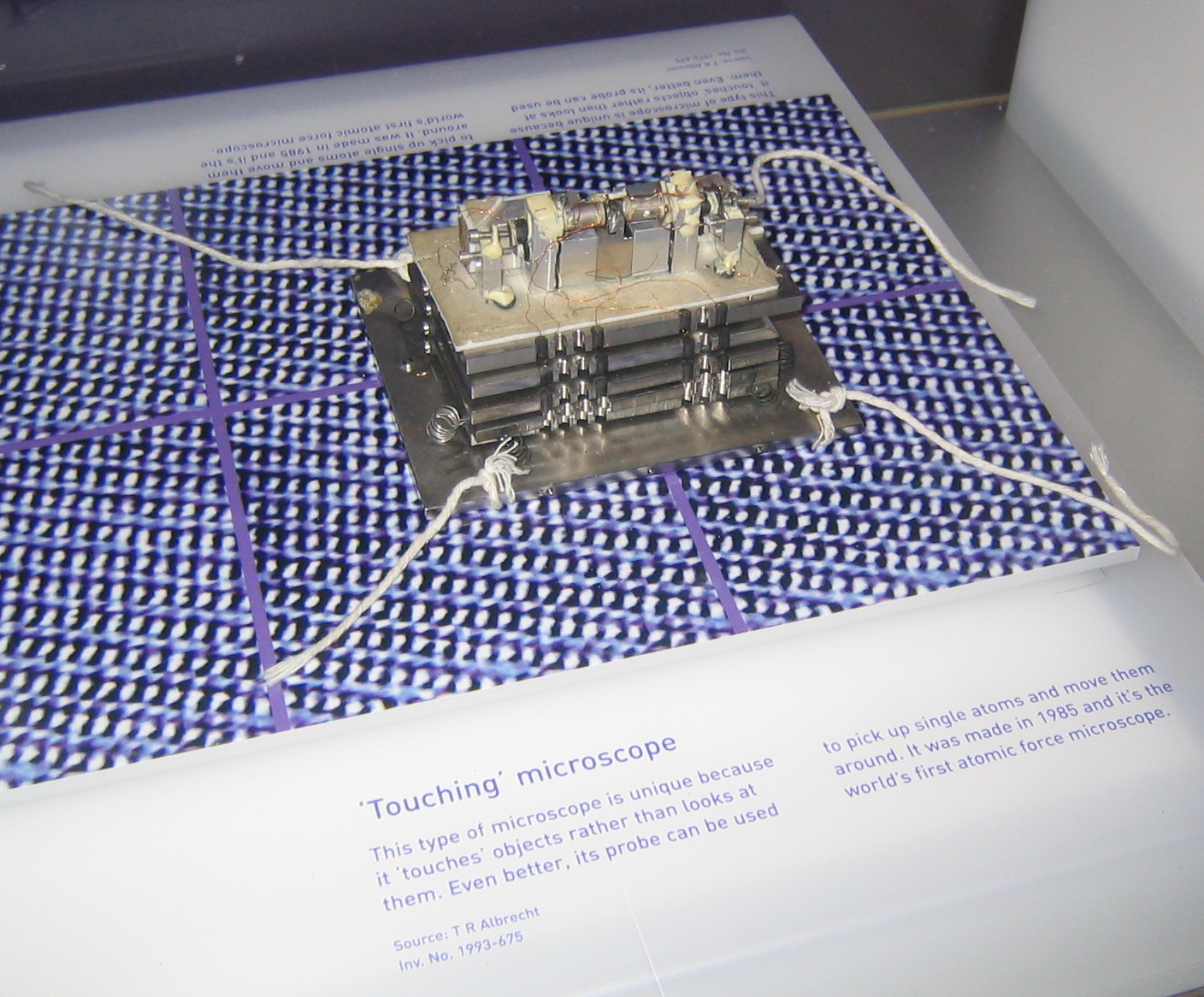
أول ميكروسكوب قوة ذرية

ومن عيوب جهاز AFM بالمقارنة مع جهاز SEM هو حجم الصورة. فجهاز SEM قادرا على مساحة تصل إلى بضع مليمترات وبعمق يصل إلى بضع مليمترات إلا أن جهاز AFM يعمل على مساحة 150x150 مايكرومتر وبعمق 10-20 ميكروميتر. ولكن هذا العيب تم التعامل معه من خلال تطوير أجهزة AFM بواسطة شركة IBM تعمل بمجسين متوازيين.
كما ان استخدام رأس مجس tip غير مناسب قد يعطي بعض العيوب في الصورة الناتجة. بالإضافة إلى ان AFM يعمل ببطء بالمقارنة مع SEM الذي يعطي صورة حية للعينة فان AFM يتطلب ان يعمل لبضعة دقائق حتى يعطي صورة. وهذا التأخير يؤدي إلى انزياح حراري في الصورة مما يجعل ميكروسكوب القوة الذرية غير مناسب للقياسات الدقيقة للمسافات الطوبوغرافية على الصورة. ويتم تطوير أجهزة AFM للتغلب على هذه المشكلة بأجهزة تعرف باسم videoAFM والتي تعمل بسرعة فاقت سرعة SEM.
تتأثر صور AFM بالتخلف hysteresis في المواد البيزوالكتريك والتداخل في الإشارات الملتقطة لكل من x,y أثناء المسح ولكن هذا تم التغلب عليه باستخدام برمجيات متطورة وفلاتر خاصة أو باستخدام ماسحات متعامدة منفصلة.
ماسح البيزوالكتريك Piezoelectric هو عبارة عن ماسح من مادة بيزوالكتريك وهي مواد تنضغط وتتمدد بتطبيق فرق جهد كهربي وهذه الخاصية تستخدم في تحريك رأس المجس على العينة بدقة عالية. وقد تم شرح فكرة عمل البيزوالكتريك في مقال كيف تعمل الكهرباء الانضغاطية.
في النهاية نلاحظ كيف ان الميكروسكوبات تختلف باختلاف الطريقة التي تقوم بها بالحصول على الصورة وفي هذا المقال قمنا بشرح فكرة مبسطة عن ميكروسكوب القوة الذرية والذي مكن العلماء من رؤية الذرات والتميز بينها والتحكم بها الذي فتح الباب امام تكنولوجيا النانو لتدرس المواد على المستوى الذري وفهم الكثير من خصائصها.